# Le Pargo
Pour les articles homonymes, voir Pargo.
Le Pargo est un quartier de la ville de Vannes. Il est situé à l'ouest de la ville, au nord du quartier de Kercado

## Limites géographiques
Ce quartier est limité, depuis le carrefour de la Madeleine, au nord-est par la route d'Auray, au sud par les constructions bordant la rue Jérôme d'Arradon y compris la rue des Chênes verts et à l'ouest par la rue du Vincin.

## Histoire
Avant la Révolution et l'urbanisation, le Pargo est une seigneurie située sur la paroisse de Ploeren, puis sur celle de Saint-Patern. Le quartier s'établit sur les terres seigneuries du Grisso et du Pargo. Après la première guerre mondiale, l'urbanisation du quartier débute à partir du carrefour de la Madeleine entre l'ancienne route d'Auray et au sud l'ancien chemin d'Arradon. Pendant l'entre-deux guerres jusqu'à la fin du XXe siècle, de nombreux lotissements sont construits.

## Vie de quartier

### Lieux importants dans les environs du quartier
- Chambre de l'Agriculture
- Stade Bécel
- Complexe de Tennis du Pargo

### Parcs
- Espace naturel du Pargo

### Enseignement
- Lycée Jean Guehenno
- Lycée Saint-Joseph
- École Calmette

### Sources
- Quartier du Pargo sur patrimoine.region-bretagne.fr